# サムエル・カル
サムエル・カル（Samuel Kalu、1997年8月26日 - ）はナイジェリアのサッカー選手。ナイジェリア代表。ワトフォードFC所属。ポジションはFW。

## 経歴
2015年12月9日、ASトレンチーンと2年契約を結んだ。
2017年1月4日、KAAヘントに移籍。
2018年8月6日、FCジロンダン・ボルドーと5年契約を結んで移籍した。
2021年8月16日に心肺停止の重体になってしまった
2022年1月26日、ワトフォードFCと2025年6月までの契約を結んだ。